# Coti-Chiavari
Coti-Chiavari (en cors Coti è Chjavari) és un municipi francès, situat a la regió de Còrsega, al departament de Còrsega del Sud. L'any 1999 tenia 490 habitants.

## Demografia
| 1962 | 1968 | 1975 | 1982 | 1990 | 1999 |
| ---- | ---- | ---- | ---- | ---- | ---- |
| 259  | 270  | 285  | 340  | 399  | 490  |

## Administració
| Període | Identitat          | Partit | Qualitat |
| ------- | ------------------ | ------ | -------- |
| 2001-   | Henri-Jules Antona |        |          |